# Ri Hyon-song
Ri Hyong-song est un footballeur international nord-coréen, évoluant au poste de milieu de terrain au sein du club de Rimyongsu SC.

## Biographie
En 2011, il participe avec l'équipe nord-coréenne des moins de 20 ans à la phase finale de la Coupe du monde de la catégorie, organisée en Colombie. Il dispute les trois rencontres de sa sélection, lors du tour de poules, où les jeunes Asiatiques prennent la dernière place du groupe, sans victoire ni même de but marqué.
L'année suivante, il est convoqué par Yun Jong-su pour participer avec la sélection nord-coréenne à l'AFC Challenge Cup 2012, dont les Chollimas sont tenants du titre. Ri va disputer la dernière demi-heure du troisième match de poule, face à l'Inde. La Corée du Nord parvient à conserver son titre, battant le Turkménistan en finale. Le milieu de terrain de Rimyongsu SC connait sa seconde sélection en équipe nationale en 2014 face à l'Irak, une défaite deux buts à zéro.

## Palmarès
- Vainqueur de l'AFC Challenge Cup 2012 avec la Corée du Nord